# Reactie-scenario
Een reactie-scenario is een beschrijving van het gedrag van moleculen tijdens een reactie. Het beschrijft wat er gebeurt met moleculen in oplossing wanneer ze een chemische reactie aangaan en er nieuwe moleculen ontstaan door herschikking van elektronen en atoomkernen.
We volgen het gedrag van een aantal moleculen gedurende een chemische reactie.
- Hoe gedragen de moleculen van de uitgangsproducten zich voordat de reactie start?
- Wat gebeurt er met de moleculen tijdens de reactie?

## Gedrag van de uitgangsproducten

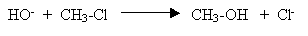
In chloormethaan kan chloride vervangen worden door hydroxide zodat er methanol gevormd wordt.

In water is natriumhydroxide in ionen gesplitst. 
De interactie van deze ionen en de watermoleculen in hun onmiddellijke omgeving is vrij intens. Verder weg, met de watermoleculen uit de tweede en derde rij is er een losser contact.
In oplossing is chloormethaan niet in ionen gesplitst. De molecule wordt in haar geheel door watermoleculen omringd. Watermoleculen worden door deze elektrisch neutrale verbinding minder stevig vastgehouden dan door de hydroxide- en natrium-ionen.
Dit is een vrij statisch beeld van de uitgangsproducten in oplossing. In werkelijkheid bewegen alle moleculen snel door elkaar waarbij OH−, Na+ en CH3Cl ieder hun mantel watermoleculen met zich meevoeren.
Een molecule chloormethaan en een hydroxide-ion kunnen pas met elkaar reageren, wanneer ze met elkaar in rechtstreeks contact komen. Daarom moet eerst de omringende solventschil opengebroken worden.

## Gedrag van de reagerende moleculen
De solventschil wordt opengebroken wanneer twee moleculen met voldoende kracht tegen elkaar botsen. Verreweg het grootst aantal botsingen gebeurt zonder dat er een reactie volgt.
Hier zijn twee redenen voor:
- Tijdens de botsing wordt kinetische energie omgevormd tot potentiële energie. Deze moet voldoende groot zijn om bindingen in de uitgangsproducten te verbreken zodat nieuwe bindingen van het reactieproduct gevormd worden. Door het vormen van nieuwe bindingen wordt energie teruggewonnen. In het uitgangsproduct chloormethaan wordt energie verbruikt om de solventschil te doorbreken en om een C-Cl-binding te breken. Tijdens de vorming van de C-O-binding wordt energie gerecupereerd, evenals bij het terug aanvullen van de solventschil rond methanol. Wanneer OH− en CH3Cl niet met voldoende kracht tegen elkaar botsen gebeurt er geen reactie.

- Moleculen met voldoende potentiële energie reageren alleen wanneer ze zo ten opzichte van elkaar georiënteerd zijn dat een reactie mogelijk is. De zuurstof van OH− moet chloormethaan raken in het verlengde van de C-Cl-binding, aan de kant van de koolstof.

## Het reactie-scenario
Opdat twee moleculen met elkaar reageren moet volgend scenario gevolgd worden:
- De twee moleculen en hun solventschil diffunderen naar elkaar toe.
- Ze botsen tegen elkaar zodat de solventschil gedeeltelijk opgeruimd wordt.
- Tijdens de botsing zijn de moleculen zo georiënteerd dat reactie mogelijk is.
- De botsing drukt atoomgroepen samen.
  - Bindingshoeken veranderen.
  - Atomen worden uit elkaar gedrukt tot bindingen breken.
  - Andere atomen worden op elkaar geperst tot bindingen gevormd worden.
- De nieuwe molecule geeft zijn energieoverschot af aan de omgeving.
- De solventschil rond de reactieproducten herstelt zich.
- De reactieproducten diffunderen uit elkaar.